# Aliance Zelení a Levice
Aliance Zelení a Levice (italsky Alleanza Verdi e Sinistra, zkratka AVS) je italská koalice levicových politických stran Zelená Evropa a Italská levice. Jako součást Středolevicové koalice se zúčastnila parlamentních voleb 2022, ve kterých získala 3,6 procenta hlasů a 16 křesel v italském parlamentu.

## Členské strany

### Složení pro parlamentní volby 2022
| Strana | Strana           | Ideologie                | Volby 2022 | Volby 2022 |
| Strana | Strana           | Ideologie                | Poslanci   | Senátoři   |
| ------ | ---------------- | ------------------------ | ---------- | ---------- |
|        | Zelená Evropa    | Zelená politika          | 6          | 1          |
|        | Italská levice   | Demokratický socialismus | 4          | 2          |
|        | Pokroková strana | Progresivismus           | 1          | –          |
|        | nezávislí        |                          | 1          | 1          |

S koalicí také spolupracovali jihotyrolští Zelení, nezískali ale žádný mandát.

## Volební výsledky

### Poslanecká sněmovna
| Volby | Hlasy     | Hlasy | Mandáty | Mandáty | Pozice | Postavení |
| Volby | Abs.      | %     | Abs.    | ±       | Pozice | Postavení |
| ----- | --------- | ----- | ------- | ------- | ------ | --------- |
| 2022  | 1 018 669 | 3,6   | 12/400  | ▲9      | ▲7.    | Opozice   |

### Senát
| Volby | Hlasy   | Hlasy | Mandáty | Mandáty | Pozice |
| Volby | Abs.    | %     | Abs.    | ±       | Pozice |
| ----- | ------- | ----- | ------- | ------- | ------ |
| 2022  | 972 780 | 3,5   | 4/200   | ▲3      | ▲7.    |

### Regionální parlamenty
| Region                    | Rok  | Hlasy        | %   | Mandáty | ±  |
| ------------------------- | ---- | ------------ | --- | ------- | -- |
| Lombardie                 | 2023 | 93 019 (10.) | 3,2 | 1/80    | ▲1 |
| Trentino                  | 2023 | 7 565 (9.)   | 3,3 | 1/35    | ▲1 |
| Furlánsko-Julské Benátsko | 2023 | 8 029 (10.)  | 2,0 | 1/48    | ▲1 |